# 永野裕貞
永野 裕貞（ながの ひろさだ、1922年（大正11年）5月21日 - 2021年（令和3年）11月22日）は、昭和後期から平成期の地方公務員、政治家。長野県上田市長。位階は従五位。勲四等旭日小綬章受章。

## 来歴
長野県上水内郡三水村（現飯綱町）で、永野貞治、はまえの長男として生まれた。旧制長野中学（現長野県長野高等学校）を経て、1944年（昭和19年）9月、旧制上田繊維専門学校を卒業。
1947年（昭和22年）5月、長野県庁に入庁し、長水地方事務所次長、北佐久地方事務所長、総務部管財課長、同地方課長、下伊那地方事務所長、長野県教育委員会教育次長、人事委員会事務局長、生活環境部長を歴任し、1978年（昭和53年）上田市助役に就任。
1982年（昭和57年）3月、上田市長選挙に当選し、1994年（平成6年）3月まで3期務めて引退した。在任中は渋滞緩和政策や、塵芥焼却場の建設などに力を入れた。その他、信越放送取締役、長野大学理事長を務めた。

## 栄典
- 1994年秋の叙勲で勲四等旭日小綬章を受章[6]
- 死没日付をもって正八位から従五位に進階した[7]